# Florencio Lahoz y Otal
Florencio Lahoz Otal (Alagó, 11 de maig de 1815 - Madrid, 25 d'abril de 1868) fou un compositor i organista aragonès. El seu pare Miguel fou organista del seu poble natal i li ensenyà els principis de la música, perfeccionant més tard els seus estudis a Saragossa i Madrid. Va escriure dues jotes, una simfonia, diverses misses, fantasies, melodies per a cant i piano, ballables, i les sarsueles Cleopatra, La aventura de Marruecos, i La lavandera de Manzanares.

## Biografia
Començà els seus estudis de música als vuit anys amb el seu pare, Miguel Lahoz, organista d'Alagó. Als quinze anys es traslladà a Saragossa, on estudià amb Antonio Sanclemente, organista de Sant Pablo, a qui Lahoz suplia a vegades. A Saragossa es va dedicar a donar lliçons de piano fins que al 1840 es traslladà a Madrid per perfeccionar els seus estudis de piano amb Pedro Albéniz i també els de composició amb Indalecio Soriano Fuertes i, posteriorment, amb Carnicer en el Reial Conservatori de Música i Declamació. Freqüentava les societats madrilenyes com l'Acadèmia Filharmònica Matritense i l'Institut Espanyol juntament amb els músics de la seva generació. Van ser de gran importància les seves col·laboracions en la revista musical El Anfión Matritense (1843), formant part de l'equip de redacció. A més d'escriure crítiques i articles d'opinió, publicà algunes obres per a cant i piano, i per a piano sol en els suplements musicals de la revista. Va formar part, juntament amb Inzenga i Eslava de l'Orfeó Espanyol, els quals tenien com a missió la revitalització de la música eclesiàstica espanyola. Durant les dècades de 1840 i 1850 va obtenir certa fama com a autor de cançons i va intentar el camí de la sarsuela amb Una aventura en Marruecos (1855) i La Lavandera del Manzanares (traducció d'una obra en francès adaptada per Juan Belza). Aquestes foren les seves dues úniques obres pel teatre. A la revista La Propaganda Musical (nº 13, 19 d'abril de 1883) se cita, igualment, una altra sarsuela estrenada en el Teatre del Circ al 1855 titulada Diez minutos de reinado, amb llibret de Miguel Pastorfido. A més de nombroses cançons i melodies, Lahoz realitzà nombroses reduccions de sarsueles (pròpies i alienes) per Casimiro i Pablo Martín.
Més tard es dedicà a l'ensenyament i el varen nombrar secretari de la Societat Artístico-Musical de Socors Mutus.

## Obres
De la seva obra es destaca una popular Jota aragonesa amb variacions i cinc cants que la seva composició la dedicà a Albéniz. Una altra jota amb 36 variacions i dotze cants també tingué bastant èxit. Aquestes obres estan en la línia dels popurris virtuosistes del pianisme de saló de mitjans del segle xix, d'orientació popularista.

### Música escènica
- Diez minutos de reinado, Zarz, 1, M. Pastorfido, 1855
- Una aventura en Marruecos, Zarz, 1, J. Belza, 1 act, 1855, E:Msa
- Cleopatra, Zarz, 1 act, 1861
- La lavandera de Manzanares, Zarz, 1, J. Belza[3]

### Música simfònica
- Sinfonía a grande orquestra, Orq[3]

### Música per cor i orquestra
- Varies misses a 2, 3 i 4 V, per petita i gran orquestra[3]

### Cançons
- Dolor!!!, Mel, V, p (CM)
- El esclavo, Mel (SMA/CM)
- El infortunio, Mel, V, p (SMA)
- El proscripto, Mel, V, p (CM)
- El sauce, Mel, V, p (CM)
- Jota valenciana, V, p, 1852 (LL)
- La aventura, Can andaluza, V, p, E:Mc
- La despedida, Mel, V, p (CM, GMU)
- Penas del corazón, Dz, V, p (UME)
- Plañidos de amor, Can, V, p, Biblioteca d'Orleans/Montpensier
- Su memoria, Can, V, p, gui, Biblioteca d'Orleans/Montpensier
- Un adiós, Mel, V, p (CM)[3]

### Música per piano
- El encanto de tus ojos (UME)
- El fandango y la jota, popurri (UME)
- Introducción y jota (UME)
- Jota con cinco cantos y 42 variaciones (UME)
- Penas del corazón, Dz (UME)
- ¡Qué laberinto!, Pk (UME)[3]